# Giuseppe Torchio
Giuseppe Torchio (Spineda, 17 marzo 1951) è un politico italiano.

## Biografia
Sposato, un figlio, è stato attivista dell'ACLI, venditore di automobili, esattore presso la società Autostrade Centro-Padane.

### Attività politica
Esponente della Democrazia Cristiana (e poi del Partito Popolare Italiano, della Margherita e del Partito Democratico), è stato consigliere comunale a Spineda (dal 1975), consigliere e assessore provinciale (1977-1990), membro della Camera dei Deputati (eletto nel 1987 e nel 1992) e sindaco di Spineda dal 1990 al 2004. È stato anche presidente dell'ANCI Lombardia, presidente della Quinta Commissione del Comitato delle Regioni a Bruxelles, consigliere d'amministrazione della Cassa Depositi e Prestiti, presidente del GAL Oglio-Po (in carica) e presidente dell'Unione Nazionale Imprese di Meccanizzazione Agricola.

### Presidente della provincia
Fu eletto Presidente della Provincia di Cremona nel turno elettorale del 2004 (ballottaggio del 26 e 27 giugno), raccogliendo il 56% dei voti in rappresentanza di una coalizione di centrosinistra. Era sostenuto, in Consiglio provinciale, da una maggioranza costituita da DS, PRC, Lista civica Torchio, Margherita e Verdi. Dopo la nascita del Partito Democratico - nel 2007 - i gruppi consiliari dei DS, Margherita e Lista Torchio si unirono nel gruppo consiliare del PD, a cui egli stesso aderì.
Alle successive elezioni amministrative del giugno 2009 il Presidente uscente Giuseppe Torchio si ripresenta con una coalizione sostenuta dal Partito Democratico, la lista La Sinistra per la Provincia (nata dalla convergenza di idee ed esperienze di cittadine e cittadini della Sinistra diffusa oltre a fuoriusciti da Rifondazione Comunista, PdCI, DS, Verdi), dalla parte identitaria dei Verdi (che a livello locale presentano una propria lista a sostegno del candidato presidente), dalla Lista civica Torchio e dall'Italia dei Valori. Torchio viene sconfitto al primo turno da Massimiliano Salini, sostenuto da Popolo della Libertà, Lega Nord e Nuovo PSI, con il 51% dei voti, contro il 38% del presidente uscente.

### Sindaco di Bozzolo
Nel 2014, sostenuto da una lista civica di centro-sinistra, si candida alla carica di sindaco del comune mantovano di Bozzolo, poco distante dal paese natale di Spineda. Con il 55,8%, più del doppio dei voti del candidato secondo classificato, Giuseppe Torchio viene eletto sindaco di Bozzolo. Il 20 marzo 2015 viene dichiarato decaduto dalla carica di Sindaco, per ordinanza del Tribunale di Mantova, in quanto ineleggibile al momento delle elezioni del maggio 2014. Verrà rieletto sindaco nel 2017.